# Tennis (группа)
Tennis — американский музыкальный коллектив из Денвера, исполняющий инди-поп. В состав входят супруги Алейна Мур (Alaina Moore) и Патрик Райли (Patrick Riley). Во время их первого гастрольного турне на ударных играл Джеймс Барон (James Barone).
Мур и Райли познакомились в колледже, где изучали философию. Они образовали группу после того, как вернулись из семимесячной морской экспедиции вдоль восточного побережья Атлантического океана. В июле 2010 года вышли их первые работы: мини-альбом Baltimore на лейбле Underwater Peoples и сингл «South Carolina» на Fire Talk. Tennis выпустили дебютный студийный альбом Cape Dory на лейбле Fat Possum Records в январе 2011 года. В его основу легли впечатления, полученные супругами во время экспедиции. Вторую пластинку дуэта под названием Young & Old, вышедшую в феврале 2012 года, продюсировал Патрик Карни, участник The Black Keys.
Помимо собственных песен Tennis также записали несколько кавер-версий, в том числе «Tell Her No» The Zombies, «Is It True?» Бренды Ли и «Tears in the Typing Pool» Broadcast.

## Дискография

### Альбомы
- Cape Dory[англ.] (2011)
- Young & Old[англ.] (2012)
- Ritual In Repeat[англ.] (2015)
- Yours Conditionally[англ.] (2017)
- Swimmer[англ.] (2020)

### Мини-альбомы
- Small Sound (2013)
- We Can Die Happy (2017)

### Синглы
- «Baltimore» (2010)
- «South Carolina» (2010)
- «Is It True?» (2011)
- «Tell Her No» (2011)
- «Origins» (2011)
- «Tears in the Typing Pool» (2011)
- «Origins» (2011)
- «My Better Self» / «Petition» (2012)
- «Guiding Light» (2012)
- «I’m Callin'» (2014)
- «Easter Island» (2015)
- «Ladies Don’t Play Guitar» (2016)
- «In the Morning I’ll Be Better» (2016)
- «Modern Woman» (2017)
- «My Emotions Are Blinding» (2017)
- «No Exit» (2017)
- «I Miss That Feeling» (2017)
- «Runner» (2019)
- «Need Your Love» (2020)
- «How to Forgive» (2020)